# 男たちの旅路
『男たちの旅路』（おとこたちのたびじ）は、NHKで1976年2月から1982年2月まで放送された山田太一脚本のテレビドラマ。全13話。

## 概要
1975年から放送が開始されたNHK総合テレビ「土曜ドラマ」シリーズの第三弾として始まった。ガードマンという仕事を題材にして、様々な場面での人間の価値観や信念を描いている。戦争を実際に体験した世代と戦後生まれ世代との価値観の違いに対する戦中派の強い憤りがドラマ制作の大きな原動力となっている。また、実際に戦争の惨禍を体験した世代で、自身も特攻機の整備士であった鶴田浩二が主人公に選ばれている。鶴田は一度はこの仕事の依頼を断ったが、山田太一との面会をプロデューサーに求め、山田に特攻崩れとしての自分の経験・思いを脚本に投影するよう求めた。出来上がった脚本を見て、鶴田はこの仕事の依頼を快諾した。当時、鶴田とNHKは絶縁状態にあったが、本作への出演を機に再びNHKの番組に出演する様になった。また山田脚本のドラマにも頻繁に出演し、遺作も山田太一脚本のNHK総合テレビの『ドラマ人間模様・シャツの店』であった。
シルバー世代の寂しさを扱った「シルバー・シート（第3部）」と身体障害者の問題を真正面から捉えた「車輪の一歩（第4部）」は特に評価が高く、繰り返し再放送されている。この「シルバー・シート（第3部）」は1977年度の芸術祭大賞を受賞している。
1978年7月に、日本コロムビアがLP「男たちの旅路 オリジナルサウンドトラック」（ミッキー吉野グループ）を発売。2008年にリマスターされ、紙ジャケCDとして復刻された。
2003年5月3日から11月15日まで、NHK BS2「BS思い出館」にて再放送されたほか、2014年1月5日から3月2日までBSプレミアムにて再放送された。

## あらすじ
世代も背景も異なる警備会社の社員たちが、仕事の中から拾い出した疑問に対し真面目に向き合う姿を描く。主人公の吉岡晋太郎司令補（鶴田浩二）は特攻隊の生き残りであり、戦争はどこから始まったのか疑問を持ち続けて生きる彼を中心に杉本陽平（水谷豊）、柴田竜夫（森田健作）、島津悦子（桃井かおり）、鮫島壮十郎（柴俊夫）が時に激しくやり合いながら出口を探す道筋が語られる。
若者たちは様々な観点から問題を検討するが苦しむ側への優しさに流れてしまう若者に対して、吉岡は常に他人を受け入れることが難しい点と、だからこそ何を弱者に求めるのか、弱者とは何かを指摘し続け、両者の葛藤が繰り返し描かれていく。最初に提示された問題が正、反、合の弁証法的に説明された結果、更に大きな問題が浮き彫りになったところで一話形式の物語が閉じられる。

### 第1部

#### 第1話『非常階段』
都内の警備会社に、若手の杉本と柴田が入社してくる。すぐに軽口を叩いてふざけた態度をとる杉本を始め、浮ついた態度のまま研修を受ける新入社員たち。上役の吉岡は彼らに苦言を呈するだけでは済まさず、殴り倒した上で「君たちは弱いんだ、それを忘れるな」と説く。杉本と柴田は、吉岡に反発心を抱きながらも警備員の仕事を続ける。事あるごとに意見が衝突する吉岡と杉本たち。やがて、吉岡、杉本、柴田の３人は、揃って高層ビルの夜勤に配属される。そのビルはマスコミの報道もあって、自殺の名所と呼ばれるビルだった。ある夜の巡回中、杉本は非常階段を上がっていく悦子の姿を目撃する。

#### 第2話『路面電車』
悦子は吉岡に感化され、警備会社に入社を希望する。柴田が取り次ぐも、吉岡は悦子の採用を認めない。悦子は一人で吉岡を訪ね、警備員に憧れた理由を伝える。吉岡は「君には務まらない」「私は世の中をたかをくくったような女が大嫌いなんだ」と跳ね返すが、務まるかどうか研修を受けることは認める。研修を通過して入社した悦子は、吉岡、柴田とともにスーパーマーケットの万引き防止業務に配属される。担当のスーパーでは前任チームが担当中、万引きの件数は減るも、損害金が増えてしまっていた。監視業務を通じて、不器用だった悦子は徐々に成長していく。悦子が勤務中、万引きの常習犯らしき女がスーパーに現れる。

#### 第3話『猟銃』
警備会社を辞めた杉本、柴田、悦子は張り合いのない日々を過ごしていた。柴田は、母の美子（久我美子）と吉岡が古い知り合いだと知り、二人の関係を勘ぐる。一方、警備会社では警備員が夜勤で務めるビルで発砲される事件が相次いでいた。吉岡は窃盗やいたずらの類ではないと推察。発砲事件はその後も続き、警備会社による独自捜査が始まる。悦子は警備の仕事に未練を持ち、吉岡の自宅を訪ねて直談判する。母と吉岡の関係をどうしても突き止めたい柴田は、母から昔の関係を聞き出した。柴田は杉本と悦子を連れて、吉岡に母から聞いた事実を突きつける。吉岡は、あえて伏せていた戦時中の体験を語るのであった。そのころ、発砲事件の犯人たちは、周到に準備していた計画を実行に移そうとしていた。

### 第2部

#### 第1話『廃車置場』
警備会社に復帰した杉本と悦子。杉本は体操女子の国際競技会を警備している最中、不審な動きをした鮫島（柴俊夫）と小競り合いとなる。後日、鮫島は警備会社に入社してくる。鮫島は「勤務地を選ばせてほしい。選べないなら不採用で結構です」と吉岡に交渉を迫り、その意気に感心した吉岡は上役と社長を説得し、条件を飲んで鮫島を採用する。鮫島の前職での苦渋を汲んでの特別待遇だったが、他の社員の不満が募り、社内の人間関係が悪化してしまう。会社はやむなく、他の社員と引き離すため、鮫島と杉本を都下の研究所に配属する。ある夜の巡回中、鮫島は女性の悲鳴を耳にするが、杉本とともに研究所内の安全を確認して引き上げる。翌朝、研究所の裏の道で女性が乱暴されていたことが発覚する。吉岡は、鮫島と杉本が敷地外に出て悲鳴の元まで突き止めなかったことを責め、「なぜ飛び出して行かなかった。範囲なんかはみ出せ。裏の道が物騒ならその道も警備してやれ。それが人間の仕事ってものだ」と激しく叱責する。後日、研究所の敷地内で、再び女性が乱暴される事件が起きてしまう。

#### 第2話『冬の樹（き）』
ゴダイゴの公開収録を警備する吉岡たち。出待ちするファンの殺到を抑えきれず、警備員が負傷するほどのもみ合いのなか、ファンの一人である女子高生、平山美子（竹井みどり）は脳震盪で倒れてしまう。吉岡と鮫島は美子を介抱し、自宅まで送り届ける。美子の父は、娘が倒れたのは警備会社に落ち度があると責めたて、吉岡の態度についても「誠意がない」と激昂する。後日、謝罪のために再訪した吉岡は、美子の父から一方的に怒りをぶつけられるうちに、「娘さんにも責任はあった。私が親なら娘を叱る。私はあなたを批難します。親が甘やかしているからだ」と言い返し、美子の父をさらに怒らせてしまう。警備会社は体裁のための罰則として、吉岡を10日間の停職とする。美子は両親を叱ってくれた吉岡を訪ね、両親への不満を吐露する。美子が年上の男性とつきあっていると知った吉岡は、老婆心から美子の母を訪ね、娘と話し合うよう進言する。しかし美子の父は娘を殴りつけて厳しく追及する。翌日、美子は家出をしてしまい、行方がわからなくなってしまう。

#### 第3話『釧路まで』
美術展で巡回展示されるクメール王朝の石像に爆破予告が届く。石像は次の開催地である北海道へ運ばれる予定で、警備会社は空路を避けてフェリーでの輸送を図る。警備を担当する吉岡は杉本と鮫島を連れて、石像を載せたトラックとともに釧路行きのフェリーに乗り込む。長時間の警備を退屈に思った杉本に誘われ、悦子と聖子も一般客としてフェリーに乗っていた。24時間体制の警備が続く中、通路の天井に隠された寝袋が見つかる。吉岡は巡回を強化するが、怪しい人物は見当たらない。しかし、爆破予告犯の三浦（長塚京三）は聖子を人質にとり、悦子を脅して客室に潜んでいた。

### 第3部

#### 第1話『シルバー・シート』
杉本と悦子は羽田空港での警備中、老紳士の本木（志村喬）に話しかけられる。本木は空港にたびたび訪れ、他人を捕まえては思い出話を延々と語るため、警備員から煙たがられていた。ある日、空港のロビーで本木が急死。杉本と悦子は、本木が暮らしていた老人ホームを弔問する。杉本たちは本木の同居人と話すうち、本木の弔いとする酒盛りに巻き込まれてしまう。彼らを哀れんだ杉本は、手持ちの金を寄付として置いていくが、高齢者たちは塞ぎ込むばかり。後日、本木の同居人4名が都電を占拠して立てこもり、警察を巻き込む騒動を起こす。

### 第4部

#### 第3話『車輪の一歩』
脊髄損傷による身体障害者（車椅子）の女性（斉藤とも子）は母親の監視の元、自由に外に出ることが出来ない。そこに同じく身体障害者（車椅子）の男性6人が女性に対して「外に出よう」と誘いかける。女性はためらいつつも一緒に外に出る。が、平面交差の踏み切りで車椅子が線路の隙間に嵌ってしまい抜け出せなくなる。遮断機が降り、すんでのところで女性は通りかかった健常者に救出されるが、失禁してしまう（脊髄損傷よる尿失禁）。
一方、車椅子生活の若い男性（斎藤洋介）は、親公認でトルコ風呂（当時の呼称）に行くが、車椅子ゆえに入店すらできず屈辱感にまみれることになる。
母親は誘った男性たちを責め、主人公（京本政樹・古尾谷雅人）たちは母親にわびる。後日、吉岡が訪れ、母親は、もうそっとしておいてくれ、とつっぱねる。女性は「母に逆らいたくないわ」と言うが吉岡は「君はどう思っているの？お母さんは君と一緒に死ぬ訳ではない。お母さんの言う事ばかり聞いていると、いつかきっと君はお母さんを恨むようになる。自分で判断しないといけないと言っているんだ。」と問いかける。女性は決意し、ある朝ついに皆の見守る中、駅に行き「誰か私を（階段の上まで）上げてください」と繰り返し助けを求める。それを陰でみつめる母親は涙するのであった。
感動的なラストシーンでゴダイゴの4枚目のアルバム『OUR DECADE』に収録されている「THE SUN IS SETTING ON THE WEST」という曲が効果的に使われている。

### 男たちの旅路 スペシャル『戦場は遥かになりて』
スペシャル版。新しく警備士になった青年（本間優二）はイキがっているが、空き地で荒れまわる若者たちと若い警備士らとの乱闘事件で死んでしまう。恋人（真行寺君枝）は妊娠しており、吉岡がついて青年の郷里の小笠原島まで行き、吉岡は青年の父（ハナ肇）と、かつての戦争の話をする。その際、「私はあなたに殴られたんですよ」と告白する。その夜中に恋人が苦しみだし、子宮外妊娠で島では手当ができないというので海上自衛隊の救難飛行艇を呼ぶが夜中だというので吉岡の発案で島じゅうの漁船を集め、投光器で魚港内を照らし、無事、都内の病院へ運ばれるのであった。
オープニングでは、主題歌といつものオープニングに、当時人気があった「宇宙戦艦ヤマト」の動画を織り込ませてあり、平和主義の立場から「ヤマト」ブームを批判したものであった。DVD版ではこの「ヤマト」の動画は削られている。

## キャスト
吉岡晋太郎
演 - 鶴田浩二
司令補。派遣隊隊長。
杉本陽平
演 - 水谷豊（第4部第1話まで出演）
一見不真面目で口調も乱暴なため、特攻隊員であった吉岡のみならず年が近い同僚と対立することも多い。しかし、的を射た発言をすることが多いこともあって、心底周囲から嫌われているわけではない。ムードメーカーになることも多い。行方不明となっていた吉岡を警備会社へ連れ戻した後、手紙を残して姿を消してしまう。
島津悦子
演 - 桃井かおり（第3部まで出演、第4部第1話に回想シーンで出演）
自殺の名所になってしまった非常階段を警備している時、自殺しに来た。結局、吉岡に止められて未遂に終わるが、これがきっかけで彼女はこの会社にガードマンとして就職する。
吉岡とは対立することも多かったが、次第に一定の親近感を持つようになり、それは恋心へと変わっていった。しかし、不治の病で命を落とす。
浜宮聖子
演 - 五十嵐淳子（第1部・第2部に出演）
警備士。
田中清
演 - 金井大
士長補（第1部） → 先任長（第2部以降）。
柴田竜夫
演 - 森田健作（第1部のみ出演・第1部での主人公）
新人警備士。
柴田裕子
演 - 久我美子（第1部のみ出演）
竜夫の母。
斉藤
演 - 中条静夫（第1部のみ出演）
司令補。
後藤良司
演 - 前田吟（第1部のみ出演）
士長。
沢新子
演 - 木村有里（第1部のみ出演）
先任長。
鮫島壮十郎
演 - 柴俊夫（第2部から出演）
新人警備士。
小田
演 - 池部良（第2部から出演）
警備会社社長。
大沢
演 - 橋爪功（第2部から出演）
司令補。
尾島清次
演 - 清水健太郎（第4部から出演）

尾島信子
演 - 岸本加世子（第4部から出演）

### ゲスト
男たちの旅路 第1部 第1話『非常階段』
- 医師 - 山本廉
- 岡田警備士 - 叶年央
- 守衛 - 西沢武夫
- 研修生 - 加納健司、御厨義信、清水昇、針谷弘之、磯野博、芦屋ミチ
- 悦子の母 - 川波景子
- 警察官 - 吉村道雄
- トランシーバーの声 - 木村一
- 自殺する娘 - すずき好美
- 青年 - 船場克敏
- 若い女 - 中山雅子
- 若駒、鳳プロ

男たちの旅路 第1部 第2話『路面電車』
- スーパー支店長 - 庄司永建
- 岡崎昌子 - 結城美栄子
- 中年婦人 - 続圭子、槙峠美知子
- 森田治子 - 大原真理子
- 母親 - 野村光絵
- 男 - 田村元治、三川雄三
- すき焼屋店員 - 種市千枝子
- 劇団いろは、鳳プロ

男たちの旅路 第1部 第3話『猟銃』
- 本山警備士 - 梅津栄
- 荒木 - 石田信之
- 益田 - 丹古母鬼馬二
- 秋田警備士 - 頭師佳孝
- 東警備士 - 桐島好夫
- 岡田警備士 - 叶年央
- スナック・マスター - 山崎恵
- 警備士たち - 針谷弘之、磯野博
- 鳳プロ

男たちの旅路 第2部 第1話『廃車置場』
- 守衛 - 北見治一
- 丸山警備士 - 大塚崇
- 犯人の男 - 土師孝也
- 被害者 - 石原百代
- そば屋のおばさん - 橋本菊子
- そば屋のおじさん - 和田啓
- 警備士たち - 小西俊雄、新みのる、東郷秀信、岡田正典、荒川昌和、吉永雅次
- 銭湯の男 - 渡辺次雄
- 近所の男 - 石黒正男
- 老婆 - 筧豊子
- 主婦 - 三沢もと子、神戸泰子
- 早大グリーンテニスクラブ、鳳プロ

男たちの旅路 第2部 第2話『冬の樹』
- 平山修一 - 滝田裕介
- 平山京子 - 川口敦子
- 平山美子 - 竹井みどり
- スナックマスター - 草野大悟
- 袴田 - 大江徹
- 洋食屋夫妻 - 高橋信子、久保晶
- ロックグループ - ゴダイゴ
- 女の子 - 長谷川典子、荻谷直子
- 若駒、鳳プロ、劇団いろは

男たちの旅路 第2部 第3話『釧路まで』
- 上田船長 - 田崎潤
- 三浦 - 長塚京三
- 岡崎パーサー - 久世龍之介
- チーフ・オフィサー - 山本聰
- セカンド・オフィサー - 高並功
- 中西機関長 - 小池栄
- マリン・スチュワーデス - 赤木美絵
- 船客 - 益富信孝
- サード・オフィサー - 畠山善之
- 客たち - 伊藤秀明、津嘉山正種
- 若駒、鳳プロ

男たちの旅路 第3部 第1話『シルバー・シート』
- 門前 - 笠智衆
- 辻本 - 加藤嘉
- 須田 - 藤原釜足
- 曽根 - 殿山泰司
- 高田院長 - 佐々木孝丸
- 相沢車庫長 - 村上不二夫
- 江上巡査 - 金内喜久夫
- 板橋警備署長 - 草薙幸二郎
- 老婆 - 新村礼子
- 船山警備士 - 大和田進
- 清川警備士 - 鶴田忍
- 若杉警備士 - 奈三恭子
- 空港警備員 - 青砥洋
- 車庫所員 - 三川雄三、みやけみつる
- 女性警備士 - 高野智子
- 客 - 森忠久
- ウェイトレス - 阿部尚子
- 本木 - 志村喬
- 鳳プロ

男たちの旅路 第3部 第2話『墓場の島』
- 戸部竜作 - 根津甚八
- 野田 - 菅沼赫
- 渡辺 - 多田幸雄
- 医者 - 川部修詩
- ディレクター - 井原幹雄
- 事務員 - 神保なおみ
- 歌手 - キャンディーズ
- 和泉敬吾 - 高松英郎
- 若駒、劇団いろは、劇団ひまわり、鳳プロ

男たちの旅路 第3部 第3話『別離』
- 板橋司令補 - 草薙幸二郎
- 島津宮子 - 今井和子
- 宮子の男 - 及川ヒロオ
- ウェイター - 陶隆司
- 大家のおばさん - 春江ふかみ
- 葬儀社主人 - 福原秀雄
- 親戚の男 - 辻シゲル
- 関口警備士 - 桐島好夫
- 医者 - 高並功
- 仲居 - たくみさよ
- 若い医師 - 真田五郎
- 看護婦 - 大坪日出代、大和撫子
- アベック - 小池雄介、木瓜みらい
- 主婦たち - 岡田恵子、加藤三紀枝、谷田川多恵子
- ボーイ - 中川明
- アナウンス嬢 - 上原よしみ、南須原恭子
- 警備員たち - 針谷雄平、伊藤哲哉、弓削礼文
- 若駒、劇団いろは、鳳プロ

男たちの旅路 第4部 第1話『流氷』
- 女子短大生 - 谷川みゆき、植木絵津子
- 旅館のおばさん - 滝奈保栄
- 警官 - 青森伸
- 郵便局局員 - 岡部政明
- 主婦 - 岡崎夏子
- 市役所職員 - 石垣守一
- 喫茶店のママ - 木村翠
- 「ノサップ」の調理人 - 高並功
- キャバレーの主人 - 細川純一
- 水産仲買の主人 - 丸谷小一郎
- 隣の部屋の男 - 井上三千男
- 「ノサップ」の仲居 - 高木孔美子、松井信子
- 清次の父 - 上田忠好
- 清次の母 - 田中筆子
- 清次の兄 - 吾桐芳雄
- 兄嫁 - 半田晶子
- バーテン - 桑原一人
- ラーメン屋の女 - 大友町子
- パチンコ屋の女 - 長谷川真理子
- ホステス - 田口あすか、高木美枝、万見邦子
- 若駒、劇団いろは、鳳プロ、根室漁協青年部、劇団ぐるっぺ、根室高校、根室西高校演劇部

男たちの旅路 第4部 第2話『影の領域』
- 磯田順一 - 梅宮辰夫
- 横沢 - 小鹿番
- 南條 - 加藤健一
- 永井 - 蓑和田良太
- 中年男 - 右京孝雄
- 研修生 - 奈辺悟、原敏晴、山崎優子、三宅悦子
- バーテン - 鈴木陽
- スター - 森卓三
- 検査員 - 加藤正之
- 酔っぱらい - 須永康夫
- 鳳プロ、劇団いろは

男たちの旅路 第4部 第3話『車輪の一歩』
- 藤田繁雄 - 京本政樹
- 川島敏夫 - 斎藤洋介
- 浦野一郎 - 古尾谷雅人
- 吉沢竜太 - 見城貴信
- 阿川光夫 - 村尾幸三
- 日比野淳一 - 水上功治
- 川島の父 - 井上和行
- 川島の母 - 青木和子
- アパートのおばさん - 五月晴子
- タクシー運転手 - 多田幸夫
- スナックのマスター - 鶴岡修
- 吉岡の下宿の女 - 森康子
- 青年 - 伊藤紘
- 映画館の男 - 山崎満
- 不動産屋の男 - 江角英明
- 不動産屋の女 - 絵沢萠子
- 管理事務所の男 - 久保晶
- アパートの男 - 団巖
- 印刷会社社長 - 坂本由英
- 駅改札係 - 山口純平
- 駅員 - 高山彰、木下俊彦
- そば屋の女の子 - 春名登代子
- 前原良子 - 斉藤とも子
- 前原治子 - 赤木春恵
- 鳳プロ

男たちの旅路 スペシャル『戦場は遥かになりて』
- 今井達子 - 真行寺君枝
- 森本直人 - 本間優二
- 森本ミヨ - 谷口香
- 坂本 - 勝部演之
- 矢川 - 近石真介
- そめ - 原ひさ子
- 野口 - 水森コウ太
- 平川 - 西沢守
- 船長 - 若宮隆士
- 老人 - 福原秀雄
- 医師 - 大場順
- 看護婦 - 大川かつ子
- 民宿の主人 - 奈辺悟
- 恭子 - 中原理恵
- 刑事 - 団巌、菅田俊、山田博幸
- 警官 - 荒瀬寛樹
- 記者 - 篠田薫、森井睦
- 小笠原村職員 - 内山清次、松山匡介
- 若者たち - 谷村好一、木下隆康、梨本謙次郎、ミスター・スリム・カンパニー
- 森本光一 - ハナ肇
- 若駒、プロモーション・エル、早川プロ、鳳プロ、劇団ひまわり

## スタッフ
- 作 - 山田太一
- 音楽 - ミッキー吉野
- 演奏
  - 第1部 - ミッキー吉野グループ
  - 第2部 - ゴダイゴ
  - 第3部 - ゴダイゴ、新室内楽協会（第2話）
  - 第4部 - ゴダイゴ
  - スペシャル - ゴダイゴ
- 擬闘 - 林邦史朗
- 協力 - 根室市（第4部第1話）、東京都小笠原村（スペシャル）、小笠原村漁業協同組合（スペシャル）、おがさわら丸（スペシャル）、救難飛行艇US-1（スペシャル）
- 制作 - 近藤晋（第1部・第2部・スペシャル）、沼野芳脩（第3部・第4部）、後藤英夫（第4部）
- 美術
  - 第1部 - 斉藤博己（第1話・第2話）、稲葉寿一（第3話）
  - 第2部 - 水速信孝（第1話）、青柳敏郎（第2話）、蒔田穣（第3話）
  - 第3部 - 吉保舜三（第1話）、青柳敏郎（第2話・第3話）
  - 第4部 - 中嶋隆美（第1話・第3話）、稲葉寿一（第2話）
  - スペシャル - 足立正美
- 効果
  - 第1部 - 柏原宣一（第1話・第3話）、広瀬洋介（第2話）
  - 第2部 - 広瀬洋介（第1話・第3話）、柏原宣一（第2話）
  - 第3部 - 広瀬洋介（第1話・第3話）、柏原宣一（第2話）
  - 第4部 - 柏原宣一
  - スペシャル - 柏原宣一
- 技術
  - 第1部 - 安藤和夫（第1話）、森野文治（第2話）、箱崎敏行（第3話）
  - 第2部 - 森野文治（第1話）、広門隆二（第2話）、杉村忠彦（第3話）
  - 第3部 - 箱崎敏行（第1話）、広門隆二（第2話）、杉村忠彦（第3話）
  - 第4部 - 土島伸一
  - スペシャル - 杉村忠彦、曽田敏男
- 中継
  - 第1部 - 原満（第1話）、茶木勇（第2話）、宮内修一（第3話）
  - 第2部 - 永山克（第1話）、奥田忠治（第2話）
- 記録 - 山崎清子（第4部）、野田茂子（スペシャル）
- 照明 - 木下正雄（第4部）、中野要（スペシャル）
- カメラ - 鈴木弘（第4部）、斉藤一夫（スペシャル）
- 音声 - 高木忠雄（第4部）、長谷川忠昭（スペシャル）
- 演出
  - 第1部 - 中村克史（第1話・第3話）、高野喜世志（第2話）
  - 第2部 - 中村克史（第1話・第3話）、高野喜世志（第2話）
  - 第3部 - 中村克史（第1話・第3話）、重光亨彦（第2話）
  - 第4部 - 中村克史（第1話・第3話）、富沢正幸（第2話）
  - スペシャル - 中村克史
- 制作 - NHK

## 放映リスト

### 男たちの旅路 第1部
| 話数  | サブタイトル | 放送日        | 作       | 演出       | 視聴率 |
| ----- | ------------ | ------------- | -------- | ---------- | ------ |
| 第1話 | 非常階段     | 1976年2月28日 | 山田太一 | 中村克史   |        |
| 第2話 | 路面電車     | 1976年3月6日  | 山田太一 | 高野喜世志 |        |
| 第3話 | 猟銃         | 1976年3月13日 | 山田太一 | 中村克史   |        |

- それぞれ2014年1月5日、2014年1月12日、2014年1月19日にBSプレミアムにて再放送。

### 男たちの旅路 第2部
| 話数  | サブタイトル | 放送日        | 作       | 演出       | 視聴率 |
| ----- | ------------ | ------------- | -------- | ---------- | ------ |
| 第1話 | 廃車置場     | 1977年2月5日  | 山田太一 | 中村克史   |        |
| 第2話 | 冬の樹       | 1977年2月12日 | 山田太一 | 高野喜世志 |        |
| 第3話 | 釧路まで     | 1977年2月19日 | 山田太一 | 中村克史   |        |

- それぞれ2014年1月26日、2014年2月2日、2014年2月9日にBSプレミアムにて再放送。

### 男たちの旅路 第3部
| 話数  | サブタイトル     | 放送日         | 作       | 演出     | 視聴率 |
| ----- | ---------------- | -------------- | -------- | -------- | ------ |
| 第1話 | シルバー・シート | 1977年11月12日 | 山田太一 | 中村克史 | 20.4%  |
| 第2話 | 墓場の島         | 1977年11月26日 | 山田太一 | 重光亨彦 | 15.1%  |
| 第3話 | 別離             | 1977年12月3日  | 山田太一 | 中村克史 | 15.9%  |

- それぞれ2014年2月16日、2014年2月23日、2014年3月2日にBSプレミアムにて再放送。

### 男たちの旅路 第4部
| 話数  | サブタイトル | 放送日         | 作       | 演出     | 視聴率 |
| ----- | ------------ | -------------- | -------- | -------- | ------ |
| 第1話 | 流氷         | 1979年11月10日 | 山田太一 | 中村克史 | 15.3%  |
| 第2話 | 影の領域     | 1979年11月17日 | 山田太一 | 富沢正幸 | 10.2%  |
| 第3話 | 車輪の一歩   | 1979年11月24日 | 山田太一 | 中村克史 | 11.8%  |

### 男たちの旅路 スペシャル
| 話数       | サブタイトル       | 放送日        | 作       | 演出     | 視聴率 |
| ---------- | ------------------ | ------------- | -------- | -------- | ------ |
| スペシャル | 戦場は遥かになりて | 1982年2月13日 | 山田太一 | 中村克史 | 16.7%  |

## DVD
- 2002年にNHKソフトウェアより、全話DVD化されている（正規レンタル盤あり）。

## 関連文献
- 日本放送作家組合（編）、1977年9月20日『テレビドラマ代表作選集 1977年版』日本放送作家組合、85–122頁。
- 日本放送作家組合（編）、1980年8月10日『テレビドラマ代表作選集 1980年版』日本放送作家組合、61–107頁。
- 『山田太一作品集 3 (男たちの旅路 1)』大和書房、1985年6月30日。
- 『山田太一作品集 4 (男たちの旅路 2)』大和書房、1985年7月30日。